# オタカラコウ
オタカラコウ（雄宝香、学名：Ligularia fischeri  (Ledeb.) Turcz.）は、キク科メタカラコウ属の多年草。

## 特徴
花茎の高さは1-2 m程度になる。根出葉はフキに似て長い葉柄があり、心円形で径40-60 cmになり、葉の縁は鋸歯状になる。茎につく葉の葉柄は茎を抱く。花期は7-10月で、茎の上部に黄色い頭花を総状につける。総状花序の下から上へ開花していく。
全体がメタカラコウに似るが、メタカラコウの頭花の舌状花が3個程度であるのに対し、オタカラコウは8個程度で、また全体的に大ぶり。メタカラコウの根出葉の基部はほこ形になるが、オタカラコウは尖らない。

## 分布と生育環境
ヒマラヤから東アジアにかけてと日本に分布する。
日本では、本州（福島県以西）、四国、九州に分布し、山地から亜高山帯にかけて湿った草地、湿原に自生する。

## ギャラリー
- 舌状花は8個